# 前446年
| 千纪： | 前1千纪 |
| 世纪： | 前6世纪 \| 前5世纪 \| 前4世纪 |
| 年代： | 前470年代 \| 前460年代 \| 前450年代 \| 前440年代 \| 前430年代 \| 前420年代 \| 前410年代                                                                                      |
| 年份： | 前451年 \| 前450年 \| 前449年 \| 前448年 \| 前447年 \| 前446年 \| 前445年 \| 前444年 \| 前443年 \| 前442年 \| 前441年                                                        |
| 纪年： | 周貞定王二十三年 魯悼公二十二年 齊宣公十年 晉哀公六年 趙襄子三十年 秦厉共公三十一年 楚惠王四十三年 宋昭公二十三年 衛敬公十九年 鄭共公九年 燕成公九年 越王朱勾二年 杞簡公三年 |

## 大事記
- 杞出公欶去世，子杞簡公春嗣位。
- 晋国大夫魏桓子駒卒，子魏文侯斯嗣位。

## 出生
- 欧波利斯，古希腊著名的旧喜剧诗人之一
- 米利都的提摩太，古希腊米利都诗人之一，以酒歌和合唱抒情诗著名

## 逝世
- 子贡（端木赐），孔子弟子，孔门十哲之一
- 魏桓子（魏駒），晋国大夫，魏文侯的父亲
- 杞出公，杞国国君